# Scaturiginichthys vermeilipinnis
Scaturiginichthys vermeilipinnis is een straalvinnige vissensoort uit de familie van de blauwogen (Pseudomugilidae). De wetenschappelijke naam van de soort is voor het eerst geldig gepubliceerd in 1991 door Ivantsoff, Unmack, Saeed & Crowley.